# Igor Ivanovics Dobrovolszkij
Igor Ivanovics Dobrovolszkij (oroszul: Игорь Иванович Добровольский, ukránul: Ігор Іванович Добровольський; Markivka, 1967. augusztus 27. –) orosz labdarúgóedző, korábban szovjet válogatott labdarúgó.

## Pályafutása

### Klubcsapatban
Pályafutása során több csapatban is megfordul, melyek a következők voltak: Nistru Chișinău, Gyinamo Moszkva, CD Castellón, Servette, Genoa CFC, Olympique Marseille, Atlético Madrid, Fortuna Düsseldorf, Tiligul Tiraspol.

### A válogatottban
1986 és 1991 között 25 alkalommal szerepelt a szovjet válogatottban és 7 gólt szerzett. Tagja volt az 1988. évi nyári olimpiai játékokon aranyérmet nyerő válogatottnak. Részt vett az 1990-es világbajnokságon. 1992-ben 4 mérkőzésen lépett pályára a FÁK válogatottjában és részt vett az 1992-es Európa-bajnokságon. 1992 és 1998 között 18 alkalommal játszott az orosz válogatottban és 2 gólt szerzett.

## Sikerei, díjai

### Játékosként
Olympique Marseille
- Francia bajnok (1): 1991–92
- UEFA-bajnokok ligája (1): 1992–93

Szovjetunió
- Olimpiai bajnok (1): 1988

Szovjetunió U21
- U21-es Európa-bajnok (1): 1990

Egyéni
- Az év szovjet labdarúgója (1): 1990

## Külső hivatkozások
- Igor Ivanovics Dobrovolszkij – a FIFA adatbázisában
- Igor Dobrovolszkij adatlapja a National-Football-Teams.com oldalon (angolul)

- Igor Dobrovolszkij. eu-football.info
- Igor Dobrovolszkij (orosz nyelven). rusteam.permian.ru. [2020. február 12-i dátummal az eredetiből archiválva]. (Hozzáférés: 2018. március 19.)